# Cuivré de la verge-d'or
Lycaena virgaureae
Espèce
Le Cuivré de la verge-d'or (Lycaena virgaureae) est une espèce paléarctique de lépidoptères (papillons) de la famille des Lycaenidae et de la sous-famille des Lycaeninae.

## Systématique
L'espèce Lycaena virgaureae a été décrite par Carl von Linné en 1758.
Synonymes : 
- Papilio virgaureae Linnaeus, 1758 — protonyme
- Heodes virgaureae (Linnaeus, 1758)
- Lycaena miegii (Vogel, 1857)
- Lycaena montana (Meyer-Dür, 1851)

### Sous-espèces
- Lycaena virgaureae virgaureae
- Lycaena virgaureae virgaureola
- Lycaena virgaureae montanus (Meyer-Dür, 1851)
- Lycaena virgaureae sublpinus (Vogel, 1857)
- Lycaena virgaureae miegli
- Lycaena virgaureae lena (Kurenzov, 1970)
- Lycaena virgaureae armeniaca (A. Bang-Haas, 1906)[2]

## Noms vernaculaires
- en français : le Cuivré de la verge-d'or, l'Argus satiné, le Cuivré satiné, le Lycène de la Verge-d'or, le Polyomate de la Verge-d'or[3]
- en anglais : Scarce Copper
- en allemand : Dukatenfalter
- en néerlandais : Morgenrood
- en espagnol : Mariposa manto de oro

## Description

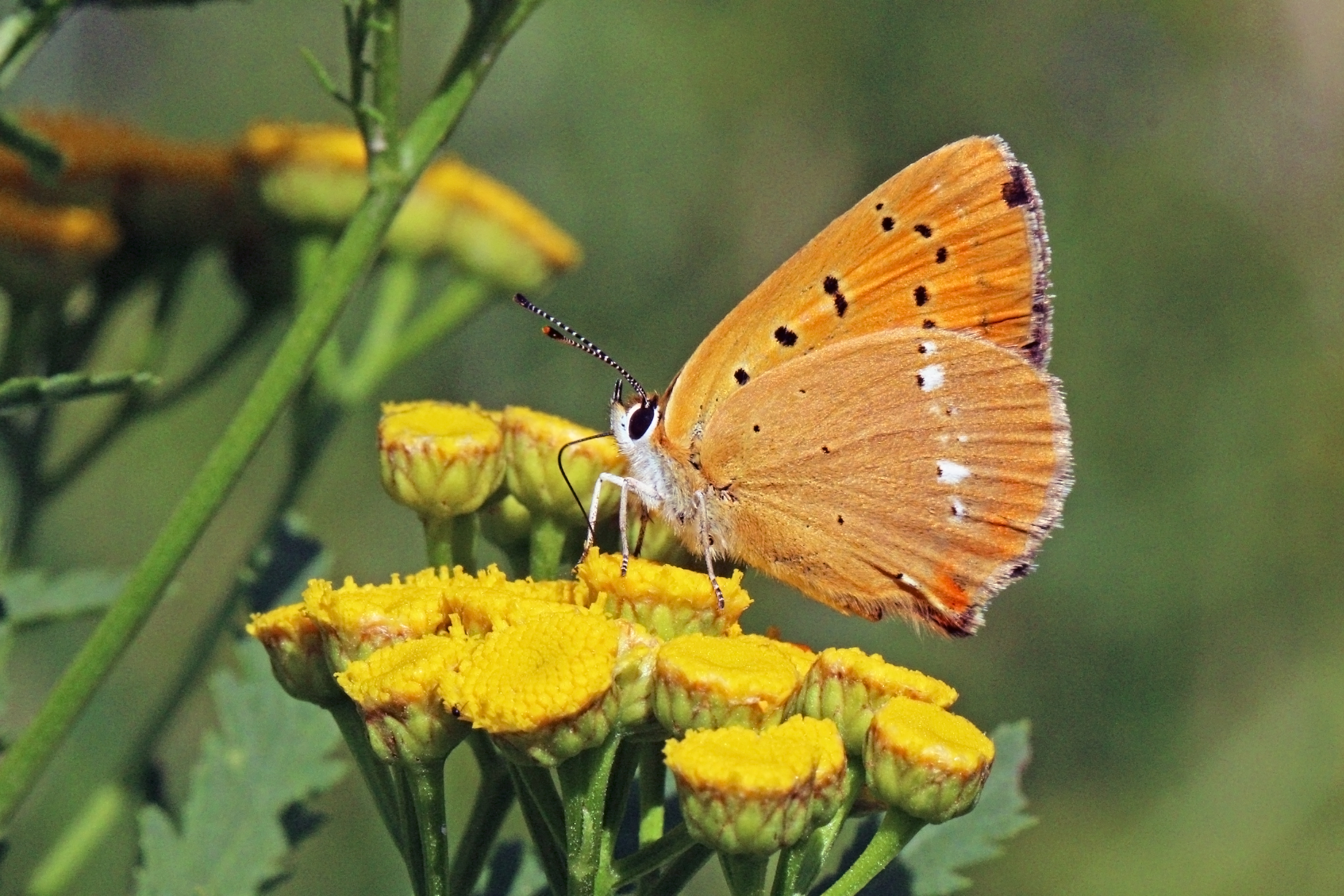
Revers des ailes, montrant les points postdiscaux blancs caractéristiques.

### Imago
Le Cuivré de la verge-d'or est un petit papillon présentant des variations entre les sexes et entre les sous-espèces. Le dessus du mâle est cuivre bordé de marron, le dessus de la femelle est semblable dans la sous-espèce L. v. miegli, cuivré très marquée de marron et de lignes de taches marron chez toutes les autres femelles et le mâle de L. v. montanus.
Le revers, d'un ton orange clair présente aux postérieures une ligne submarginale de points blancs caractéristique.

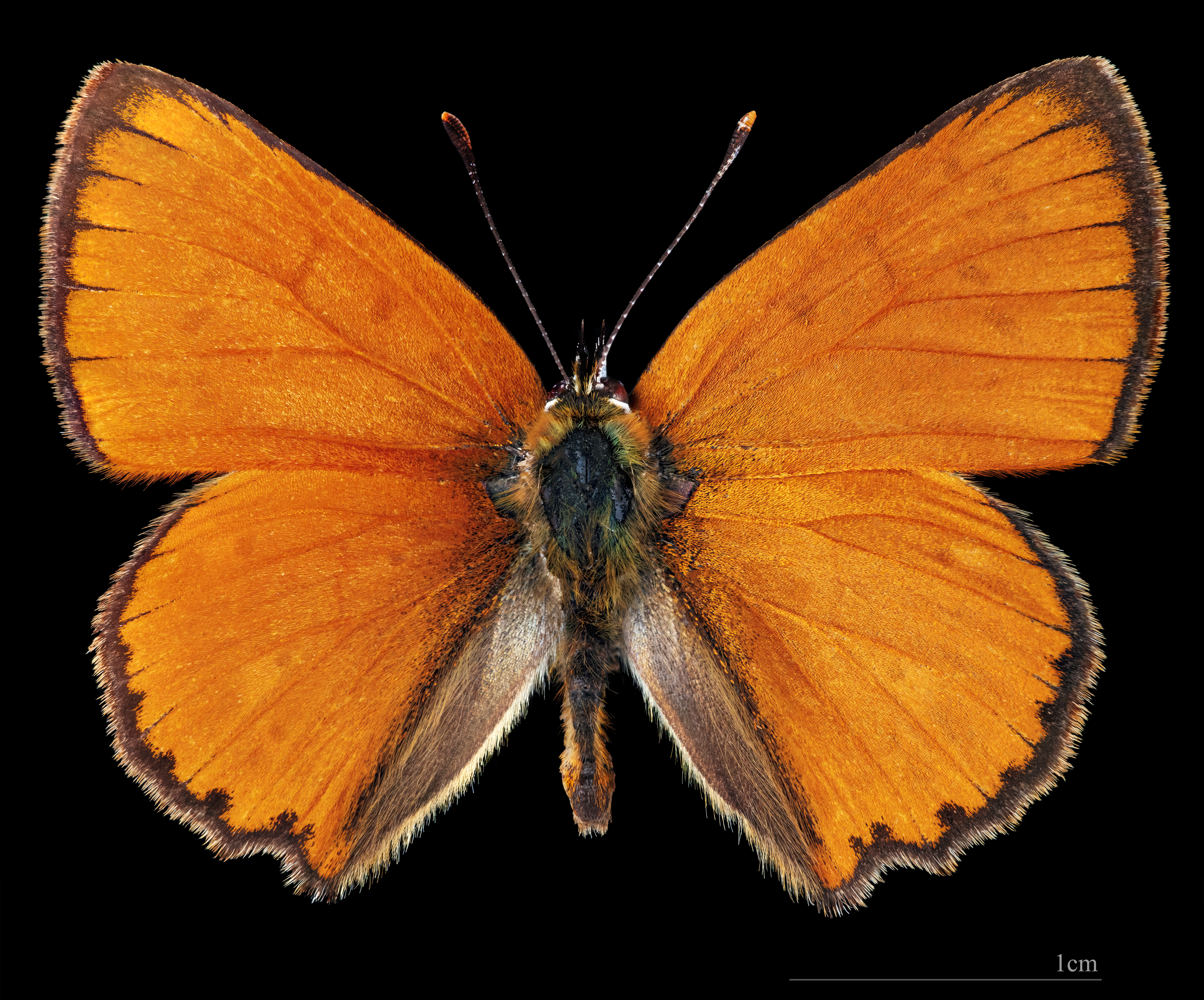
Lycaena virgaureae ♂   MHNT
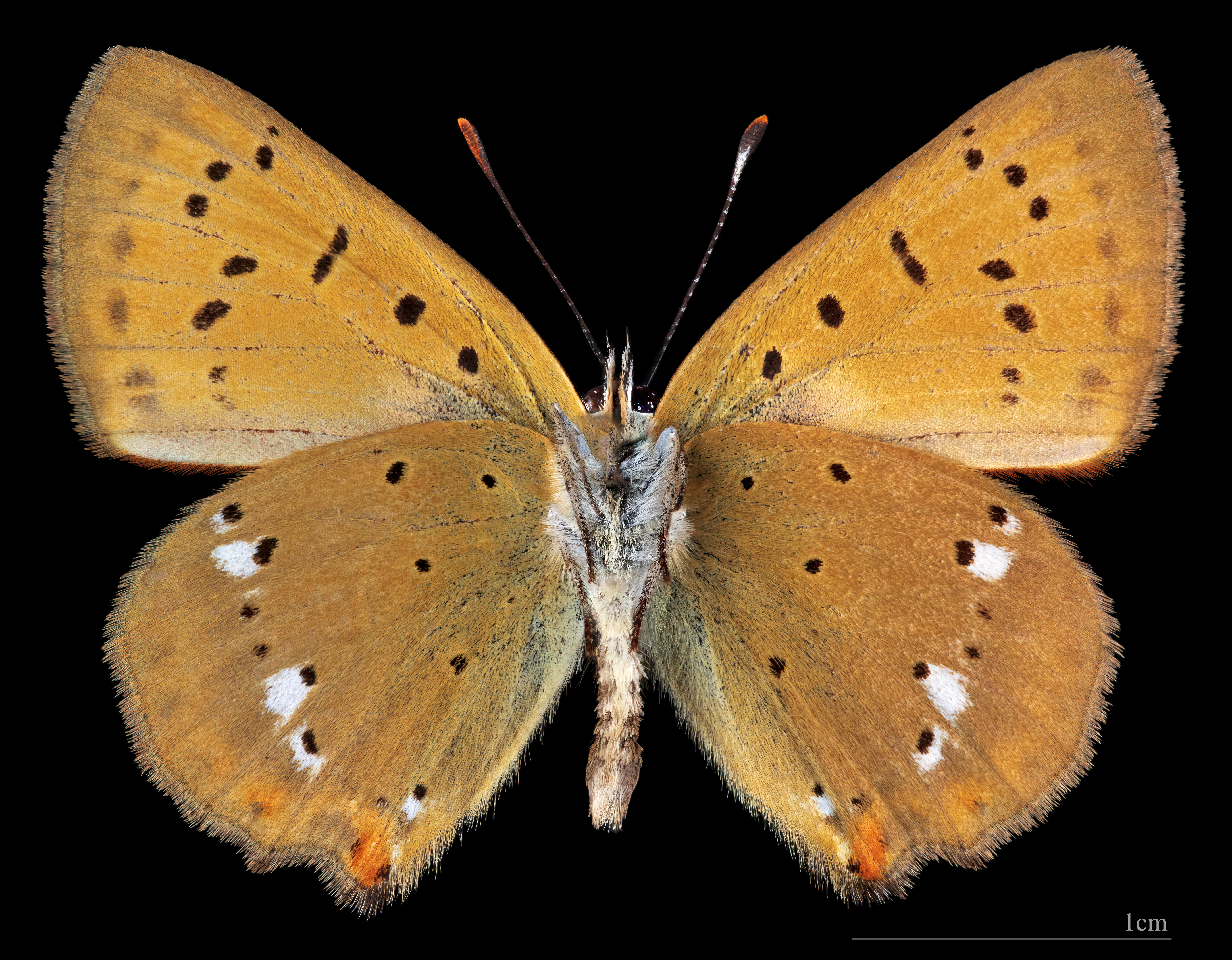
Lycaena virgaureae ♂  △

### Chenille et chrysalide
Les œufs sont pondus sous la rosette de la plante hôte.

## Biologie

### Période de vol et hivernation
Il vole en une génération, de juillet à septembre.
Lycaena virgaureae hiverne à l'état d'œuf ou de jeune larve.

### Plantes hôtes
Les plantes hôtes sont des Rumex (oseilles), en particulier Rumex acetosella,.

## Écologie et distribution
Son aire de répartition est eurasienne, elle comporte toute l'Europe continentale du nord de l'Espagne à la Scandinavie, la Turquie, l'Arménie,  puis la Sibérie, la Mongolie et l'Altaï.
En France on ne le trouve plus que dans les Ardennes et des Alpes au Massif central et aux Pyrénées,.

### Biotope
C'est un lépidoptère des milieux ouverts et fleuris, jusqu'à 2 400 m d'altitude.

### Protection
Pas de statut de protection particulier.